# Nico Elvedi
Nico Elvedi (Zürich, 30 september 1996) is een Zwitsers voetballer die doorgaans als centrale verdediger speelt. Hij tekende in 2015 bij Borussia Mönchengladbach, dat hem overnam van FC Zürich. Elvedi debuteerde in 2016 in het Zwitsers voetbalelftal.

## Clubcarrière

### FC Zürich
Elvedi werd geboren in Zürich en speelde in de jeugd voor FC Greifensee en FC Zürich. Op 15 mei 2014 debuteerde hij in de Zwitserse Super League tegen Lausanne-Sport. Hij speelde de volledige wedstrijd. Drie dagen later mocht de linksbenige centrumverdediger opnieuw 90 minuten meedoen tegen FC Aarau. Op 23 oktober 2014 maakte hij zijn Europese debuut in de groepsfase van de UEFA Europa League tegen Villarreal CF. Op 11 december 2014 speelde hij de volledige wedstrijd in de Europa League tegen zijn toekomstige werkgever Borussia Mönchengladbach. Hij speelde 24 wedstrijden in zijn enige volledige seizoen bij FC Zürich en kwam daarin tot één goal en drie assists.

### Borussia Mönchengladbach
In juni 2015 tekende Elvedi een vierjarig contract bij Borussia Mönchengladbach, dat zes miljoen euro betaalde voor de centrumverdediger. Op 7 november maakte hij als invaller tegen FC Ingolstadt 04 zijn debuut voor Gladbach. Op 25 november maakte hij tegen Sevilla zijn debuut in de Champions League. Op 5 december stond hij tegen regerend landskampioen Bayern München voor het eerst in de basis. Gladbach won met 3-1 en Elvedi was goed voor de 2-0 van Lars Stindl. In zijn eerste seizoen speelde hij 24 wedstrijden voor Gladbach, dat vierde eindigde en dus opnieuw CL-voetbal afdwong. 
In zijn eerste twee seizoenen speelde Elvedi vooral als centrale verdediger, maar kwam hij ook sporadisch als rechtsback of zelfs linksback in actie. Op 20 augustus 2017, tijdens de eerste speelronde van zijn derde jaar in Duitsland, scoorde Elvedi tegen FC Köln zijn eerste doelpunt voor Gladbach. Als rechtsback was hij goed voor de enige goal voor de wedstrijd en dus de drie punten. Hij miste dat seizoen slechts één wedstrijd door een schorsing. 
Op 6 oktober 2018 speelde hij tegen Bayern München, dat met 3-0 verslagen werd, zijn 100'ste wedstrijd voor Gladbach. Vanaf dat moment speelde hij niet langer meer als back, maar standaard als centrumverdediger. Op 25 november 2020 scoorde Elvedi tegen Shakhtar Donetsk zijn eerste doelpunt in de Champions League, tijdens een 4-0 overwinning op de Oekraïners. Op 22 januari 2021 scoorde hij tweemaal in een 4-2 overwinning op Borussia Dortmund. Hij scoorde dat seizoen vijfmaal, zijn hoogste aantal uit zijn carrière tot dan toe.
In september 2023 verlengde Elvedi zijn contract bij Borussia Mönchengladbach tot 30 juni 2027. Op 6 mei 2024 speelde hij tegen VfL Bochum zijn 300'ste wedstrijd voor Gladbach. Alleen landgenoot Yann Sommer (335) en Oscar Wendt (305) speelden als buitenlander meer wedstrijden voor Borussia Mönchengladbach.

## Clubstatistieken
| Seizoen     | Club                     | Competitie   | Competitie | Competitie | Beker | Beker | Europa | Europa | Totaal | Totaal |
| Seizoen     | Club                     | Competitie   | Wed.       | Dlp.       | Wed.  | Dlp.  | Wed.   | Dlp.   | Wed.   | Dlp.   |
| ----------- | ------------------------ | ------------ | ---------- | ---------- | ----- | ----- | ------ | ------ | ------ | ------ |
| 2013/14     | FC Zürich                | Super League | 2          | 0          | 0     | 0     | —      | —      | 2      | 0      |
| 2014/15     | FC Zürich                | Super League | 16         | 1          | 3     | 0     | 5      | 0      | 24     | 1      |
| Club Totaal | Club Totaal              | Club Totaal  | 18         | 1          | 3     | 0     | 5      | 0      | 26     | 1      |
| 2015/16     | Borussia Mönchengladbach | Bundesliga   | 21         | 0          | 1     | 0     | 2      | 0      | 24     | 0      |
| 2016/17     | Borussia Mönchengladbach | Bundesliga   | 25         | 0          | 2     | 0     | 8      | 0      | 35     | 0      |
| 2017/18     | Borussia Mönchengladbach | Bundesliga   | 33         | 2          | 3     | 0     | —      | —      | 36     | 2      |
| 2018/19     | Borussia Mönchengladbach | Bundesliga   | 30         | 2          | 1     | 0     | —      | —      | 31     | 2      |
| 2019/20     | Borussia Mönchengladbach | Bundesliga   | 32         | 1          | 2     | 0     | 5      | 0      | 39     | 1      |
| 2020/21     | Borussia Mönchengladbach | Bundesliga   | 29         | 3          | 4     | 1     | 7      | 1      | 40     | 5      |
| 2021/22     | Borussia Mönchengladbach | Bundesliga   | 28         | 1          | 3     | 0     | —      | —      | 31     | 1      |
| 2022/23     | Borussia Mönchengladbach | Bundesliga   | 32         | 3          | 2     | 0     | —      | —      | 34     | 3      |
| 2023/24     | Borussia Mönchengladbach | Bundesliga   | 30         | 2          | 3     | 0     | —      | —      | 33     | 2      |
| Club Totaal | Club Totaal              | Club Totaal  | 260        | 14         | 21    | 1     | 22     | 1      | 303    | 16     |
| TOTAAL      | TOTAAL                   | TOTAAL       | 278        | 15         | 24    | 1     | 27     | 1      | 329    | 17     |

Bijgewerkt op 24 juni 2024.

## Interlandcarrière
Elvedi debuteerde in 2013 voor Zwitserland –19. Daarvoor speelde hij reeds voor Zwitserland –17 en Zwitserland –18. In mei 2016 maakte Elvedi zijn debuut in het Zwitsers voetbalelftal, waarmee hij in juni 2016 deelnam aan het Europees kampioenschap 2016. Zwitserland werd na strafschoppen uitgeschakeld in de achtste finale door Polen (1–1, 4–5). Hij speelde in geen van de wedstrijden. Elvedi maakte eveneens deel uit van de Zwitserse ploeg, die deelnam aan de WK-eindronde 2018 in Rusland. Daar eindigde de selectie onder leiding van bondscoach Vladimir Petković als tweede in groep E, achter Brazilië (1–1) maar vóór Servië (2–1) en Costa Rica (2–2). In de achtste finales ging Zwitserland vervolgens op dinsdag 3 juli met 1–0 onderuit tegen Zweden door een treffer van Emil Forsberg, waarna de thuisreis geboekt kon worden. Elvedi kwam tijdens het toernooi niet in actie voor de nationale ploeg. Hij werd op 7 juni 2024 door bondscoach Murat Yakin opgenomen in de Zwitserse selectie voor het EK 2024 in Duitsland. Zwitserland overleefde een groep met Hongarije, Schotland en Duitsland en won in de achtste finales van Italië (2–0), voordat het in de kwartfinales op strafschoppen werd uitgeschakeld door Engeland. Elvedi kwam op het toernooi wederom niet in actie.